# Corretora de mercadorias (mercado físico)
Corretora de mercadorias é o agente do comércio que serve de intermediário na compra e venda de gêneros alimentícios e outros produtos, naturais ou manufaturados, destinados ao consumo. Atuam na Bolsa Brasileira de Mercadorias.

## Mercado e Responsabilidades
Os corretores de mercadorias são especializados na comercialização de café, algodão, milho, soja, sorgo, trigo, arroz e de produtos manufaturados, como farelo de soja, arroz e algodão, óleos vegetais e outros.

## Atuação
As corretoras de mercadorias associadas as Bolsas de Mercadorias tem atuação importante na representação dos agentes interessados em participar nos leilões de mercadorias em bolsas de mercadorias e de cereais e nos leilões da CONAB – Companhia Nacional do Abastecimento, empresa pública federal vinculada ao Ministério da Agricultura, Pecuária e Abastecimento.